# De baptismo
Il De baptismo (dal latino: "Sul battesimo") è un'opera di Tertulliano scritta intorno al 200 d.C. È il primo trattato completo sul battesimo e la prima prova certa della pratica del battesimo infantile. L'occasione del discorso, che probabilmente era originariamente destinato ai candidati al battesimo, è la comparsa di un falso maestro gnostico contro il quale Tertulliano difende la necessità del battesimo per la salvezza.

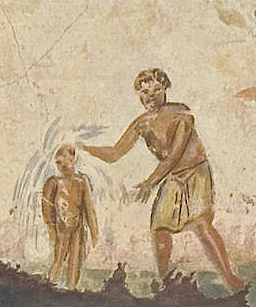
Una delle prime raffigurazioni di un battesimo nella catacombe di San Callisto (III secolo).

## Tradizione manoscritta
Il testo del De baptismo è oggi disponibile in due varianti principali: per secoli, l'unica fonte del testo è stata un'edizione pubblicata a Parigi nel 1545 da M. Mesnart (B), il cui manoscritto di base è andato perduto. La situazione è cambiata quando nel 1916 Dom Walmart ha trovato un manoscritto del XII secolo, che potrebbe risalire a una raccolta del V secolo e che un tempo si trovava a Chiaravalle. Sebbene questo Codex Trecensis (T), che si trova da tempo a Troyes, abbia cambiato l'ordine di alcuni capitoli e si interrompa nel 18° capitolo, ha la priorità testuale rispetto al testo di Mesnart a causa della sua maggiore età, ad eccezione di singoli passaggi semanticamente poco chiari e della sezione mancante in (T).

## Contenuto

### Struttura
Il De baptismo può essere diviso in tre parti:
- nei capitoli apologetici da 1 a 9, Tertulliano difende la necessità del battesimo e ne spiega la natura;
- nei capitoli da 10a 14 affronta le dispute esegetiche sollevate dagli oppositori del battesimo con l'aiuto di citazioni scritturistiche;
- in una sezione conclusiva di tipo ecclesiologico (dal cap. 15 al cap. 20), affronta la validità dei battesimi (capp. 15–16) e le questioni pratiche (capp. 17–20)[3].

### Apologetica del battesimo
Tertulliano chiarisce già nell'enunciazione del tema (1,1) che il battesimo non è solo uno dei tanti riti cristiani, ma il centro della fede cristiana, del perdono dei peccati e del conseguimento della vita eterna. Il termine sacramentum, che egli introdusse nella teologia latina e che adottò dall'ambito militare, è decisivo a questo proposito.[4] Il carattere obbligatorio della promessa battesimale rimanda al suo significato di "giuramento di fedeltà". Oltre a questo significato, nel De baptismo si trova anche quello di segno di salvezza. Il testo si rivolge in primo luogo ai candidati al battesimo, ma anche ad altri credenti che cercano ragioni per la loro fede.
Il capitolo 2 inizia con un inno all'acqua: contrappone la richiesta gnostica di salvezza attraverso una conoscenza che può essere raggiunta solo spiritualmente e lo sforzo umano di testimoniare visibilmente la potenza divina in eventi pomposi e spettacolari alla semplicità delle opere divine, che opera in opposizione alle proprietà divine. Ecco perché il battesimo, che avviene con acqua comune e con una cerimonia semplice e senza sfarzo, rimane inevitabilmente incomprensibile ai non credenti.
A questa spiegazione generale della riconoscibilità dell'attività divina, con riferimento a 1 Cor 1,27, segue nel capitolo 3 la giustificazione teologica dell'uso sacramentale dell'acqua. Con l'aiuto del racconto della creazione di Genesi 1, Tertulliano fornisce la prova dell'età che l'acqua è una sostanza primordiale e quindi un elemento degno, eccellente e adatto al battesimo. Facendo riferimento al librarsi dello Spirito divino sull'acqua (Genesi 1,1), si stabilisce già qui uno stretto legame tra il battesimo e lo Spirito Santo.
Come l'ordine cosmologico (3,3) e la vita biologica dipendono dall'acqua, così l'acqua battesimale dona una nuova vita nello spirito (3,4). Tuttavia, questo elogio non è fine a se stesso, ma intende giustificare l'identità del Dio creatore e redentore, contestata dallo gnosticismo, nonché l'affinità tra le Sacre Scritture degli ebrei e quelle dei cristiani. Nei sacramenti, questo Dio si serve della materia per realizzare la salvezza (3,4).
Grazie allo Spirito che aleggia sulle acque primordiali, tutta l'acqua può essere usata per il battesimo (4, 1-3). Seguendo la fisica stoica materialista, Tertulliano pensa a tutto ciò che è spirituale non come una entità immateriale, ma come una materia particolarmente sottile, tale che può penetrare nella materia più solida. Così la purificazione dell'essere umano, inteso come unità di corpo e spirito, avviene nel battesimo attraverso la materia dell'acqua raffinata dallo Spirito Santo (4,5).
Nel capitolo 5, Tertulliano distingue nettamente il battesimo cristiano dai bagni rituali dei culti pagani che sono inefficaci e imitatori del demonio (5, 1-3). Come i demoni si posano sugli specchi d'acqua a danno dell'umanità, così l'angelo di Dio santifica l'acqua nel racconto della piscina di Betzaeta (Giovanni 5,2-9) per la salvezza fisica finale e nel battesimo per la salvezza spirituale eterna (5,5). Attraverso il perdono dei peccati nel battesimo, questa grazia di Dio ripristina la somiglianza dell'uomo con Dio e crea così il prerequisito per ricevere lo Spirito Santo. In base a Matteo 28,19, Tertulliano intende il battesimo come un sigillo del Dio uno e trino (6,1) e l'assistenza delle tre persone divine come motivo sufficiente per la garanzia della salvezza. L'affermazione della fede nel Dio trino nelle domande battesimali e la promessa della sua presenza (Matteo 18,20) giustificano il fatto che la Chiesa sia menzionata nella professione di fede che ha luogo prima del battesimo (6,2).

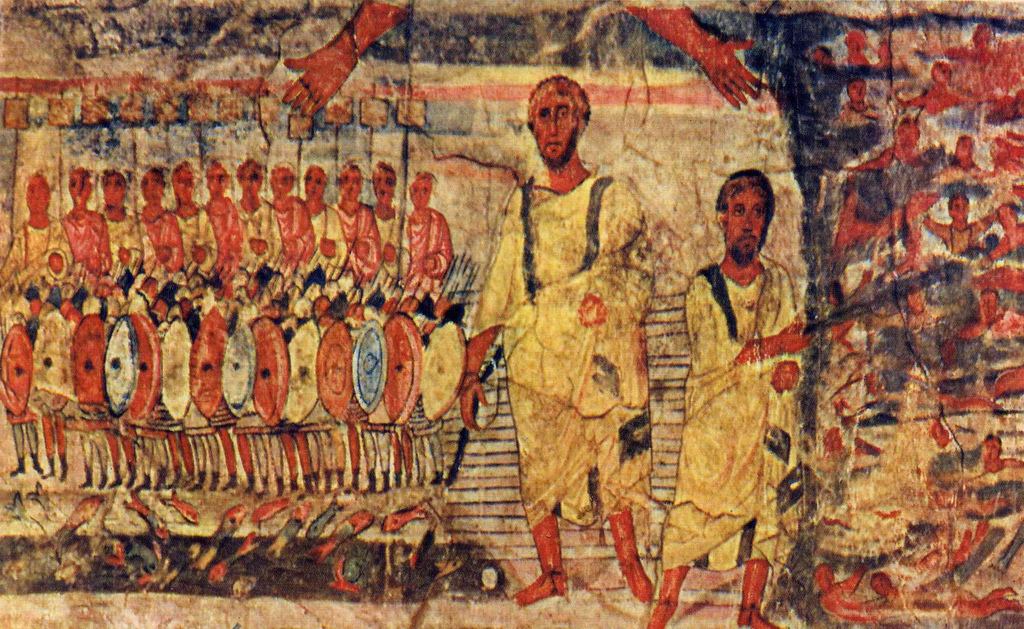
Il popolo di Israele attraversa il Mar Rosso, inseguito dalle forze egiziane (affresco della Sinagoga di Dura Europos, 244-256 d.C. circa.

Come il battesimo nella carne, il successivo rito dell'unzione con olio consacrato porta alla purificazione spirituale (7,1-2). Segue l'imposizione delle mani, anch'essa tratta dall'Antico Testamento, mediante la quale il catecumeno riceve lo Spirito Santo. Anche il battesimo di Gesù fu seguito dalla discesa della colomba dello Spirito Santo (Marco 1,10), forma prefigurata anche nel Diluvio universale (Genesi 8,10). Il Diluvio è il "battesimo del mondo" e l'Arca di Noè è un'immagine della Chiesa (8,4): mentre il mondo che peccò dopo il Diluvio cadde in preda alla distruzione, i battezzati non devono rinnovare il peccato per non perire (8,5).
Altre prefigurazioni del battesimo in epoca preistorica che dimostrano l'idoneità religiosa dell'acqua sono la salvezza di Israele attraverso l'acqua (Esodo 14,21-29) e il miracolo dell'acqua compiuto da Mosè nel deserto (a Mara; Esodo 15,25). Tuttavia, il battesimo di Gesù, la tramutazione dell'acqua in vino a Cana (Giovanni 2,1-11), il discorso alla samaritana al pozzo di Giacobbe (Giovanni 4,5-26), la camminata di Gesù sulle acque (Marco 6,45-52), la lavanda dei piedi (Giovanni 13,5) e l'acqua che sgorga dal suo costato (Giovanni 19,34) dimostrano anche la conclusione di Tertulliano: Cristo non rimane mai senza acqua (Numquam sine aqua Christus!).

## Controversie esegetiche
Dopo questa apologia sistematica e fondata sulle Sacre Scritture laddove parlano dell'acqua come strumento di salvezza, nel capitolo 10 Tertulliano inizia a discutere singole questioni esegetiche minori. La prima riguarda la natura del battesimo praticato da Giovanni Battista. Egli nacque per portare al pentimento e preparare al battesimo divino istituito da Cristo, quello in acqua e Spirito Santo l'unico che può perdonare i peccati e donare il Paraclito (10,1-7).
Il fatto che Gesù stesso non battezzasse è stato apparentemente citato come una ragione per cui il battesimo avesse un'importanza trascurabile (Giovanni 4,2). Tertulliano controbatte questa obiezione paragonando la condotta degli apostoli a quella di chi fa annunci pubblici in nome e per conto di un superiore (il Messia) che non può eseguirli personalmente (11,1-2): tale battesimo in acqua e Spirito Santo non era praticabile fino alla morte e risurrezione di Gesù, le uniche che trasmettono la vita eterna mediante il sacramento battesimale (Giovanni 3,5); fino a tali eventi storici era possibile solo un battesimo di pentimento (11,3-12,1), come quello praticato dal Battista. Tuttavia, il principio secondo cui il battesimo era necessario per la salvezza non deve essere inteso nel senso che gli apostoli che furono battezzati solo con il battesimo di sola acqua furono privati della salvezza (ricevettero lo Spirito Santo nel giorno di Pentecoste). Al contrario, essi ebbero la prerogativa della prima elezione e della fede salvifica (12,1-9).
Contro la successiva obiezione che, come per Abramo, la sola fede è sufficiente senza battesimo (Genesi 15,6), Tertulliano sottolinea ancora una volta l'economia della salvezza: mentre la "nuda fede" era sufficiente prima della passione e della risurrezione di Cristo, il contenuto della fede necessaria alla salvezza viene ampliato dopo questi eventi. Ciò corrisponde al suggellamento attraverso il battesimo, che diventa come un abito posto sulla nuda fede (13,2). Questo sigillo è autorizzato dal comando di Gesù di battezzare (Matteo 28,19) ed è diventato una conseguenza necessaria della fede, come dimostra anche il battesimo dell'apostolo Paolo (13,3-4). I critici del battesimo obiettano che Paolo ha scritto chiaramente "perché Cristo non mi ha mandato a battezzare" (1 Cor 1,17). Tertulliano confuta questa affermazione sottolineando la natura situazionale della frase, che aveva lo scopo di servire la pace e non rappresenta un rifiuto generale del battesimo, tanto più che Paolo stesso battezzava (1 Cor 1,14.16). Piuttosto, si può riconoscere qui la priorità temporale della predicazione rispetto al battesimo (14,1-2).

## Questioni ecclesiologiche
A questa elaborazione esegetica di una teologia del battesimo segue, dal capitolo 15 in poi, la trattazione di alcune questioni ecclesiologiche e pratiche. Basandosi sull'unicità e quindi irripetibilità del battesimo (Efesini 4,4-6), Tertulliano contesta la validità dei battesimi amministrati dagli eretici, questione poi ripresa da san Cipriano. Gli eretici non conoscerebbero il vero Dio e Gesù Cristo e non eseguirebbero il rito in modo corretto (15,1-2). Si deve mettere in guardia dall'uso improprio dell'acqua battesimale, poiché l'unico perdono dei peccati corrisponde all'unico bagno battesimale (15,3).
Oltre al battesimo d'acqua, esiste anche il battesimo di sangue, che consiste nel dare la propria vita per la fede. Se il battesimo di sangue di Gesù conferisce a quello d'acqua il suo potere salvifico, esso porta la salvezza anche ai martiri che non sono ancora stati battezzati o che hanno peccato di nuovo dopo il battesimo (16,1-2).
I capitoli 17-20 riguardano regole e raccomandazioni concrete per la distribuzione e la ricezione del battesimo. Sotto l'autorità del vescovo, possono amministrare il battesimo anche i sacerdoti e i diaconi e, in situazioni di emergenza, anche i laici maschi (17,1-3). Le donne, tuttavia, non possono né insegnare né battezzare, poiché gli scritti paolini autentici ordinano alle donne di rimanere in silenzio nella chiesa (1 Cor 14,34), a differenza dello scritto pseudepigrafico Acta Pauli et Theclae (17, 4-5).
Il 18° capitolo tratta delle restrizioni all'ammissione al battesimo. Per non amministrare il battesimo in modo avventato e senza controllo, i ministri della Chiesa devono attenersi alle parole di Gesù in Matteo 7,6 quando amministrano il sacramento: "Non date ciò che è santo ai cani". Il battesimo dell'eunuco da parte di Filippo (Atti 8,38) non avvenne senza soppesare le persone, ma sulla base dell'approvazione di Dio e della sua fede precedente (18,2). Sebbene anche l'apostolo Paolo sia stato battezzato subito dopo la sua conversione, anch'egli fu privilegiato dalla grazia di Dio. Il desiderio di essere battezzati può nascere da motivazioni sbagliate e i candidati al battesimo devono quindi essere esaminati al meglio e, se necessario, anche respinti (18,3). Poiché questo esame richiede tempo, è ragionevole ritardare il battesimo fino a quando la dignità del candidato possa essere determinata individualmente in base al suo carattere e al suo stile di vita. Questo vale in particolare per i neonati (parvuli), poiché il loro sviluppo non è ancora chiaro e coloro che chiedono il battesimo non possono garantire per loro, soprattutto perché essi stessi muoiono prematuramente e non possono rimanere fedeli alla promessa fatta. Tertulliano non è contrario al battesimo dei bambini più grandi e maturi, ma al battesimo dei neonati e dei bambini piccoli in linea di principio. Tuttavia, sembra fare un'eccezione per i battesimi di emergenza in situazioni di pericolo di vita, che probabilmente includono anche i battesimi dei bambini (quid enim necesse, si non tam necesse est), anche se questi non sono mai esplicitamente menzionati altrove (18,4).
Oltre al fatto che la grazie è rimessa alla libertà di Dio, i sostenitori del battesimo infantile probabilmente citarono l'affermazione di Gesù sui bambini "non proibite loro di venire a me" (Matteo 19,14) e l'hanno messa in relazione con il battesimo. Tertulliano accetta questa interpretazione solo a condizione che i bambini siano almeno nella maturità intellettuale (la cosiddetta "età della ragione"): "Dovrebbero diventare cristiani se possono conoscere Cristo!". Poi, attribuisce ai bambini un'età dell'innocenza in cui il perdono dei peccati attraverso il battesimo è un fatto remoto: la responsabilità che non viene affidata ai bambini in ambito secolare non genera nemmeno un loro diritto in ambito spirituale. Piuttosto, essi devono mostrare il proprio desiderio di salvezza (18,5).
Tertulliano esorta anche le persone non sposate e le vedove da poco tempo ad aspettare che la loro situazione sia chiarita prima di essere battezzate, non solo per l'incertezza generale, ma soprattutto per la tentazione della carne.
Riassume la sua posizione sul battesimo infantile con la seguente frase: 
L'importanza del battesimo, raramente sopravvalutata, è che l'unico perdono dei peccati è concesso mediante questo sacramento e che esiste il rischio di ricadute dopo averlo ricevuto. Pertanto, la fede perfetta che è necessaria per la salvezza e che rimane fedele alla promessa battesimale, deve perdurare per tutto il tempo successivo al battesimo. All'epoca, la penitenza era amministrata con particolare severità.
In De baptismo 19,1-2, Tertulliano raccomanda di battezzare nel giorno di Pasqua (per il suo rapporto con la passione e la risurrezione di Gesù, che vengono rievocate nel battesimo) e in quello di Pentecoste (per la discesa dello Spirito Santo, che segue il battesimo). Tuttavia, queste differiscono dagli altri giorni solo per il grado di solennità, non per la grazia effusa (19,3).
Nell'ultimo capitolo, Tertulliano si rivolge direttamente ai catecumeni e li esorta a costruirsi una difesa contro le tentazioni che seguono immediatamente dopo il battesimo, praticando la preghiera e digiuni frequenti e perseveranti, la confessione dei peccati e la lotta contro la carne prima di ricevere il battesimo (20,1). Il sonno degli apostoli nel Getsemani e le tentazioni di Gesù confermano l'importanza della veglia e del digiuno.
Dopo il battesimo, i neofiti possono sollevare le mani per la prima volta con i loro fratelli e sorelle all'interno della "Madre Chiesa" e pregare per ricevere lo Spirito Santo e i suoi carismi. Infine, chiede l'intercessione per il peccatore Tertulliano (20,2-5).

## Contesto storico
La comunità cartaginese a cui apparteneva Tertulliano aveva sviluppato una struttura di uffici paragonabile a quella delle chiese più antiche e probabilmente comprendeva diverse migliaia di persone appartenenti ai ceti più disparati, dai senatori ai poveri, bisognosi di assistenza comunitaria.
Essa era una compagine variegata (corpus permixtum) in termini sociali, finanziari e probabilmente anche teologici: oltre al resoconto del martirio Passio Sanctarum Perpetuae et Felicitatis, gli scritti di Tertulliano testimoniano la popolarità del movimento montanista nella chiesa nordafricana. Il montanismo fu fondato da un uomo della Frigia di nome Montano, che sosteneva di essere lo strumento del Paraclito promesso nel Vangelo secondo Giovanni. Sotto l'impressione delle persecuzioni, questo movimento sosteneva la preparazione ai tempi finali attraverso il digiuno rigoroso, l'astinenza sessuale, il divieto di fuggire dal martirio e il riconoscimento dell'opera dello Spirito Santo in visioni e profezie, trovando terreno fertile anche nella chiesa nordafricana, spesso perseguitata. A differenza dell'Asia Minore, tuttavia, è possibile che il montanismo non si sia scisso (immediatamente) dalla Chiesa principale, riflettendo il conflitto di una comunità in via di lenta istituzionalizzazione, divisa tra spirito e ministero, carisma e dogma.
I seguaci della fede in Gesù Cristo, relativamente giovane, vivevano in un ambiente religioso molto eterogeneo, che tuttavia aveva il suo centro condiviso nell'integrazione di vari elementi e divinità nei propri culti. Un esempio è dato dai culti misterici, spesso importati e molto popolari, alcuni dei quali erano sponsorizzati dall'imperatore. I cristiani, invece, rifiutavano il culto di altri dèi e tutti i riti, i sacrifici e le cerimonie ad essi associati, così come il culto dell'imperatore-dio, sostenuto dallo Stato.

## Rifiuto del battesimo infantile
Il rifiuto del battesimo infantile è formulato esplicitamente nel capitolo 18 e coincide con alcuni assunti fondamentali della teologia battesimale precedentemente sviluppata nel trattato. L'occasione e l'intenzione stessa della Scrittura contraddicono il battesimo dei bambini, in quanto presuppongono la necessità di istruire i candidati al sacramento. L'intero istituto catecumenale nella sua forma dell'epoca, che era finalizzato al battesimo, sarebbe stato messo in discussione dal rito celebrato con i bambini. Tertulliano definisce l'essenza del battesimo in termini di effetto, che consiste principalmente nel perdono dei peccati.
L'unicità di questa purificazione richiede una preparazione coscienziosa, che permetta di comprendere l'importanza di quanto ricevuto: 
(De bapt. 15,3)
Nel caso dei bambini, invece, si deve temere che essi pecchino di nuovo dopo il battesimo e che quindi escano dalla grazia sacramentale. Non si tratta di peccati quotidiani, come dimostra l'autodesignazione di Tertulliano come peccatore (20,5), ma di peccati gravi come l'idolatria, l'adulterio e la negazione della fede. Tertulliano non si preoccupa quindi del limite di una certa età, della separazione tra adulti e bambini o di questioni di psicologia dello sviluppo, ma della rilevanza del battesimo per la salvezza. La Chiesa ha il compito di aiutare il maggior numero possibile di membri a rimanere nella grazia sacramentale. Pertanto, non deve esporre i bambini al pericolo di perdere la salvezza, rischio che è grande senza una catechesi preliminare, che pratichi una fede ferma nella preghiera, nel digiuno e nella penitenza. Altrimenti, il battesimo minaccerebbe il Giudizio universale.
Forse per Tertulliano ancora più importante delle controargomentazioni era l'assenza dell'argomento positivo a favore del battesimo dei bambini, che i teologi successivi trovarono convincente: il peccato originale trasmesso secondo la carne dai genitori. Con un'ampia corrente di teologi della Chiesa primitiva, tuttavia, egli presuppone che esista un'età innocente in cui sarebbe contraddittorio battezzare i bambini che non hanno peccati da farsi perdonare.
Nel De anima 39-41, invece, Tertulliano sviluppa una "dottrina del peccato originale". Qui definisce ogni anima "peccatrice" e "impura" a causa del vizio originale (vitium originale). Tertulliano distingueva tra uno stato di "peccato originale” comune anche alle persone innocenti e una colpa personale necessitante di purificazione; ponderava gli argomenti in modo diverso o cambiava opinione fino alla posizione più matura del De anima (210/211), senza pronunciarsi ancora sul battesimo dei bambini.
L'opportunità del perdono dei peccati indusse i fedeli a permanere nella mancanza di grazia divina e a ritardare la celebrazione del battesimo. Anche l'invito di Tertulliano a ritardare il battesimo in Bapt. 18,6 potrebbe essere letto in questo modo. In tale passo, però, non si rivolge agli interessati, bensì ai ministri del sacramento (cfr. anche 18,1). Nello scritto De paenitentia, scritto nello stesso periodo, Tertulliano chiarisce questo equivoco: nel De paenitentia 6, egli esorta i candidati al battesimo, che confidano nell'imminente perdono dei peccati, a pentirsi e a vivere una vita cristiana. È decisiva l'idea che i catecumeni debbano dimostrarsi degni del battesimo e guadagnarselo a costo di una vita senza peccato. Questi sforzi etici sono ovviamente impossibili per i bambini. Sebbene esista la possibilità di un secondo pentimento, che Tertulliano ammette a malincuore, esso non deve mai diventare la base dell'azione personale ed ecclesiale, motivo per cui non potrebbe giustificare il battesimo infantile.
Per l'autore, la priorità temporale della fede è decisiva in vista del battesimo, che ne è il sigillo. La relazione contrattuale tra Dio e il battezzato, visibile nella professione della regola di fede, rende impossibile il battesimo anche per i bambini che non hanno ancora raggiunto la maggiore età e non sono ancora in grado di confessare e impegnarsi per il Dio trinitario. Non è noto se Tertulliano considerasse impensabile per i bambini anche l'aspetto positivo della ricezione dello Spirito Santo oltre a quello negativo dell'effetto del battesimo, che è il perdono dei peccati. Il battesimo infantile avrebbe richiesto di adattare e reinterpretare i riti post-battesimali dell'unzione, dell'imposizione delle mani per l'impartizione dello Spirito e quello dell'Eucaristia. Essi segnano l'iniziazione del catecumeno nella Chiesa, madre dei fratelli e delle sorelle uniti dal sacramento. Questa appartenenza segue a una decisione consapevole, frutto del proprio vissuto personale.  Poiché nessuno nasce cristiano, il battesimo, che rende "cristiano completo", non può essere dato senza la volontà del battezzato stesso: essere cristiani non è una convenzione familiare, ma richiede il massimo livello di identificazione, un cambiamento dello stile di vita e una grande disponibilità al sacrificio. Per garantire che ciò avvenga, Tertulliano sostiene la necessità di mantenere il catecumenato e l'esame dei candidati al battesimo.
Sembra che, secondo la concezione intellettualistica della fede di Tertulliano, le persone immature non possano essere cristiane. Tuttavia, sarebbe sbagliato trarre conclusioni sul suo atteggiamento di fondo da singoli casi. La sua motivazione non era certo quella di escludere, ma di preservare la serietà morale della fede cristiana. Tertulliano non chiede quindi né il rinvio né il completamento immediato del rito, ma un momento, da determinarsi caso per caso, in cui ci si può aspettare che la vita del candidato esca santificata dal sacramento. Poiché lo sviluppo dei bambini è imprevedibile, battezzarli sarebbe irresponsabile.
In sostanza, si può dire che Tertulliano rifiuta il battesimo dei bambini, ma non lo proibisce mai né ne mette in dubbio la validità[40], il che corrisponde al suo tono relativamente mite e alla concessione del battesimo di emergenza. In molte controversie, Tertulliano ha argomentato con molta più ironia, verve, polemica e aggressività che nella questione del battesimo infantile. Non ha nemmeno attaccato i suoi sostenitori, il che suggerisce che si trattava di un discorso all'interno della comunità. Il partito dei sostenitori del battesimo infantile avrà avuto un'influenza non trascurabile. Ciò si evince dall'attenta retorica di Tertulliano e dalle argomentazioni teologiche che presenta. Tuttavia, il battesimo dei neonati e dei bambini probabilmente non era ancora una "consuetudine acquisita come un fatto naturale". L'intera struttura di De bapt. 18 non rivela tanto una posizione minoritaria del catechista Tertulliano, non ancora montanista, quanto una situazione di sconvolgimento e di lento ripensamento teologico.

## Dopo il trattato
Il rifiuto di Tertulliano del battesimo infantile non prevalse. Appena cinquant'anni dopo, Cipriano, come vescovo della Chiesa cartaginese, sostenne che si potesse celebrare il battesimo il secondo o il terzo giorno dopo la nascita.[47] Anche l'argomento dell'"età innocente" affermato da Tertulliano non riuscì ad essere accettato a causa del prevalere della dottrina del peccato originale.
Tuttavia, Tertulliano trovò molti seguaci nella sua trattazione indipendente del battesimo e divenne così un'importante fonte di ispirazione per la teologia sacramentale. La sua frase "devono diventare cristiani se possono conoscere Cristo" (De bapt. 18,5) può ancora essere considerata come un riassunto sintetico di una teologia del battesimo per fede.

## Edizioni e traduzioni
- TERTULLIAN: De Baptismo Liber. Homily on Baptism. Edited with an Introduction, Translation and Commentary by Ernest Evans, London 1964.
- TERTULLIAN: De baptismo. De oratione. Von der Taufe. Vom Gebet. Übersetzt und eingeleitet von Dietrich Schleyer, FC 76, Turnhout 2006.
- TERTULLIAN: Libros De Patientia. De Baptismo. De Paenitentia. Edidit J. H. Ph. Borleff, SCP 4, Den Haag 1948.